# Amalek
Amalek e трети албум на Stahlgewitter, съвместен с Landzer и HKL, издаден през 2001 година чрез музикалния издател W & B Records.

## Списък на песните
1. Deutschland Muss Leben – 2:38
2. Morgen Marschieren Wir – 2:46
3. Ruhm Und Ehre Der Waffen SS – 5:14
4. V-Mann – 5:26
5. Mit Dem Schadel Durch Die Wand – 3:41